# Masnavi

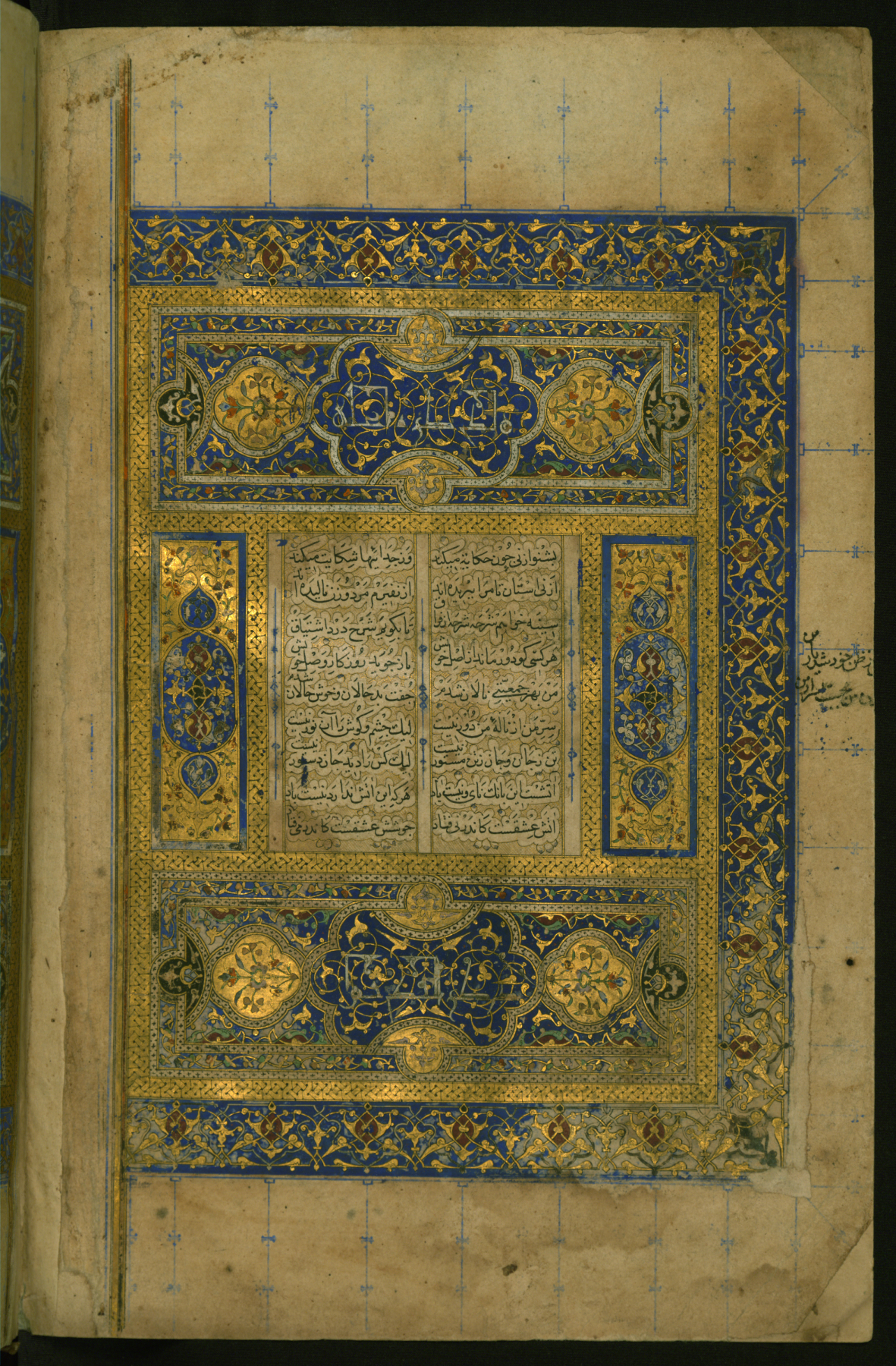
Doppia pagina di manoscritto miniato, I libro (daftar) della collezione di poemi (Masnavi-i ma'navi), manoscrito del 1461

Il Masnavi è un poema in lingua persiana, opera del poeta sufi persiano Jalal al-Din Rumi. Si tratta di una delle più note e più influenti opere di sufismo e della letteratura in lingua dari.
L'opera consiste di sei libri, che insieme sono costituiti da circa 25.000 versi. Si tratta di una scrittura spirituale, che insegna ai sufi come raggiungere l'obiettivo di essere nel vero amore di Dio.
Il titolo completo è in lingua persiana مثنوی معنوی, Mathnawī-i ma‛nawī (cioè 'mathnawī spirituale', dove mathnawi è il nome della forma metrica, fatta di distici rimati a coppie). Il titolo è reso anche Masnavi-I Ma'navi, Mathnawi, Ma'navi o Mathnavi.

## Descrizione
Il titolo Masnavi-I Ma'navi in lingua araba ha il significato di "Rima baciata di profondo significato spirituale." Il Masnavi è una raccolta poetica di aneddoti e storie derivati dal Corano, fonti di ḥadīth e storie di tutti i giorni. Le storie sono raccontate per illustrare un punto e ogni morale è discussa in dettaglio. Esso incorpora una raccolta di saggezza islamica, ma soprattutto si concentra nel sottolineare l'interpretazione Sufi. Questo lavoro viene indicato da Balkhi come un testo sufi "sobrio". Esso ragionevolmente presenta le varie dimensioni della vita spirituale sufi e consiglia i discepoli sui loro percorsi spirituali. "Più in generale, si rivolge a chiunque abbia il tempo di sedersi e riflettere sul significato della vita e dell'esistenza." Il Masnavi venne lasciato incompleto dal suo autore e venne poi completato dal Mufti Ilahi Bakhsh Kandhlawi.

## Creazione delMasnavi

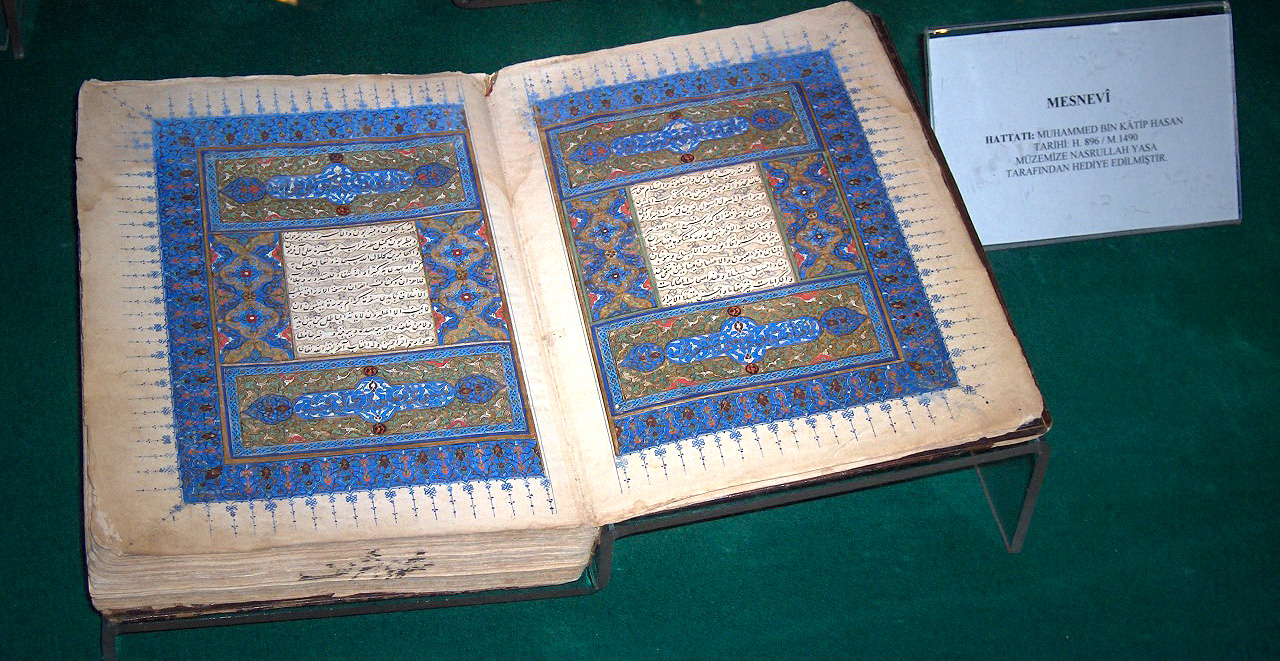
Masnavi, in edizione manoscritta del 1490, Mausoleo di Mevlana, Konya, Turchia.

Il Masnavi è un capolavoro Sufi che venne iniziato da Rumi durante gli ultimi anni della sua vita. Egli iniziò a dettare il suo primo libro all'età di 54 anni, intorno al 1258, e continuò a comporre versi fino alla sua morte avvenuta nel 1273. Il sesto e ultimo libro rimase incompleto.
È documentato che Rumi iniziò a dettare i versi del Masnavi su richiesta del suo prezioso discepolo, Husam al-Din Chalabi, che aveva osservato come molti dei seguaci di Rumi diligentemente leggevano le opere di Sana'i e 'Attar. Così, Rumi iniziò a creare un lavoro nello stile didattico di Sana'i e di 'Attar per completare le sue altre poesie. Questi uomini si incontravano regolarmente in riunioni in cui Rumi consegnava i versi e Chalabi li scriveva e recitava assieme a lui. Durante gli ultimi anni della vita di Rumi, venne composto il Masnavi.
Ogni libro è costituito da circa 4.000 versi e contiene una introduzione e un prologo in prosa. Considerando che non ci sono degli epiloghi, bisogna leggere i volumi precedenti per beneficiare appieno della saggezza presentata da Rumi. Alcuni studiosi suggeriscono che oltre al lavoro incompleto del libro 6, ci potrebbe essere un settimo volume.

## Temi delMasnavi
I sei libri del Masnavi possono essere suddivisi in tre gruppi di due in quanto ogni gruppo tratta lo stesso tema:

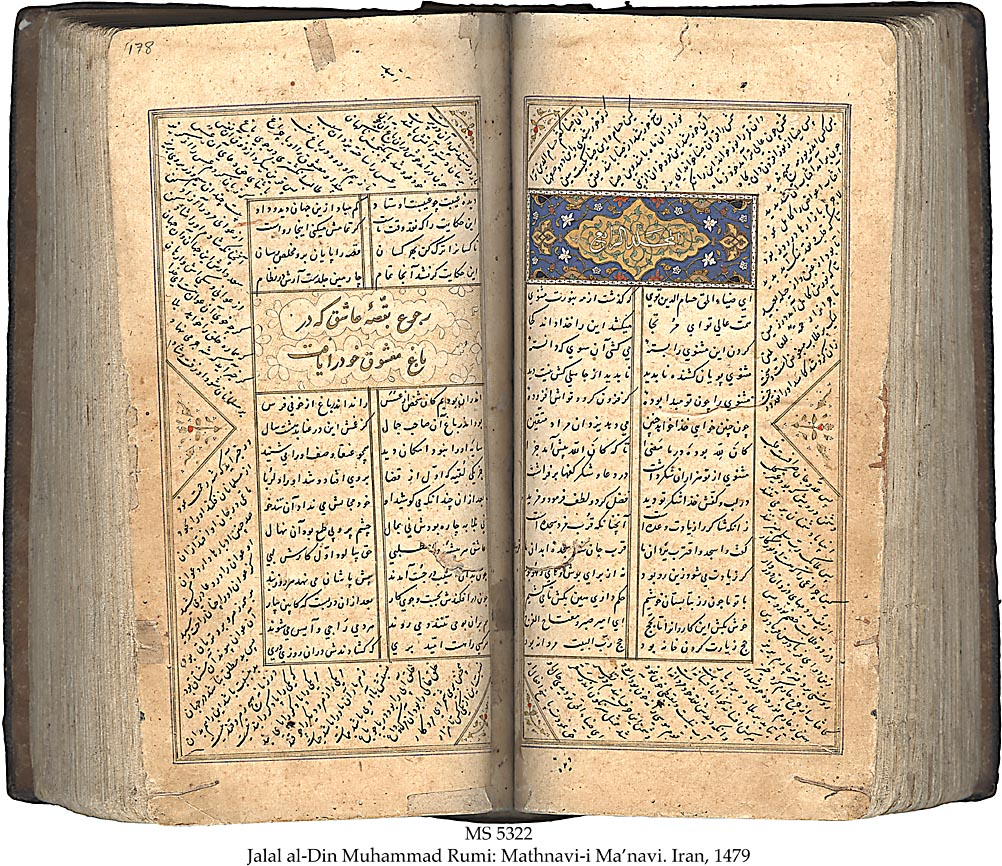
Masvani manoscritto su carta in Farsi Dari, Shiraz, 1479.

- Libri 1 e 2: “sono principalmente incentrati sui nafs, i bassi istinti carnali, il loro auto inganno e le tendenze diaboliche.”
- Libri 3 e 4: Questi libri condividono i principali temi della ragione e della conoscenza. Questi due temi sono personificati da Rumi nella figura biblica e coranica del profeta Mosè.
- Libri 5 e 6: Questi ultimi due libri sono uniti dall'ideale universale che l'uomo deve negare la sua esistenza fisica terrena per capire l'esistenza di Dio.

Oltre ai temi ricorrenti presentati in ogni libro, Rumi include molteplici punti di vista o di voci che invitano continuamente i suoi lettori a riflettere su "incantesimo fantasioso." Esistono sette voci principali che Rumi usa nei suoi scritti:
1. Voce dell'autore – Ogni passaggio riflette l'autorevolezza e la maestà del maestro Sufi che narra la storia. Questa voce appare generalmente quando indirizza a Tu, Dio, e tu, di tutta l'umanità.
2. Voce del narratore – La storia principale viene occasionalmente interrotta da fatti collaterali che aiutano a comprendere parti della storia principale. Rumi, a volte, impiega centinaia di versi per chiarire un punto, perché si interrompe continuamente.
3. Voce analogica – Questa voce interrompe il flusso della narrazione perché si intrattiene su un'analogia che viene utilizzata per spiegare una dichiarazione nel verso precedente. Il Masnavi di Rumi è pieno di analogie.
4. Voce dei discorsi e dialoghi dei personaggi – Rumi trasmette molte delle sue storie attraverso il dialogo e i discorsi presentati dai suoi personaggi.
5. Riflessione morale – Rumi sostiene la sua voce di moralità utilizzando citazioni dal Corano e diversi ḥadīth su eventi della vita del profeta Maometto.
6. Discorso spirituale – Il discorso spirituale assomiglia alla voce analogica dove Rumi inserisce sempre una riflessione morale sulla saggezza rivelata.
7. Iato – Rumi interroga, di tanto in tanto, la saggezza veicolandola attraverso i versi. "A volte dice che non può dire di più a causa della incapacità del lettore a comprendere."

## Stile delMasnavidi Rumi
Il primo libro del Masnavi deve essere letto per consentire la comprensione dei successivi cinque. Si tratta di una poetica in cui Rumi stratifica la sua scrittura. Ad esempio, inizia una storia, poi passa a una storia all'interno di quella e di nuovo si muove ad un'altra all'interno della stessa. Attraverso questo stile di composizione, la voce personale del poeta passa al suo pubblico. Il Masnavi non ha trama. Il suo tono comprende una varietà di scene. Esso comprende racconti popolari dal bazar locale a favole e racconti di Rumi. Comprende anche citazioni dal Corano e ḥadīth di racconti a partire dai tempi di Maometto.
Anche se non vi è alcuna struttura costante, stile o trama, Rumi generalmente segue un determinato schema di scrittura che scorre nel seguente ordine:
{\displaystyle \mathrm {Problema/Tema\longrightarrow Complicazione\longrightarrow Risoluzione} }

## Traduzione italiana
- Maṯẖnawī. Il poema del misticismo universale, introduzione, traduzione e note di Gabriele Mandel Ḵẖān e Nūr-Carla Cerati-Mandel, 6 voll., Bompiani, Milano 2006 ISBN 9788845256448

## Traduzioni in inglese
- Mathnawi Rumi, traduzione con commenti di M. G. Gupta e Rajeev, in 6 volumi Hardbound edition, M.G. Publishers, Agra, Paperback edition, Huma Books,34 Hirabagh Colony, Agra 282005, India. Fonte in Farsi Dari del Department of Culture, Government of India, New Delhi.

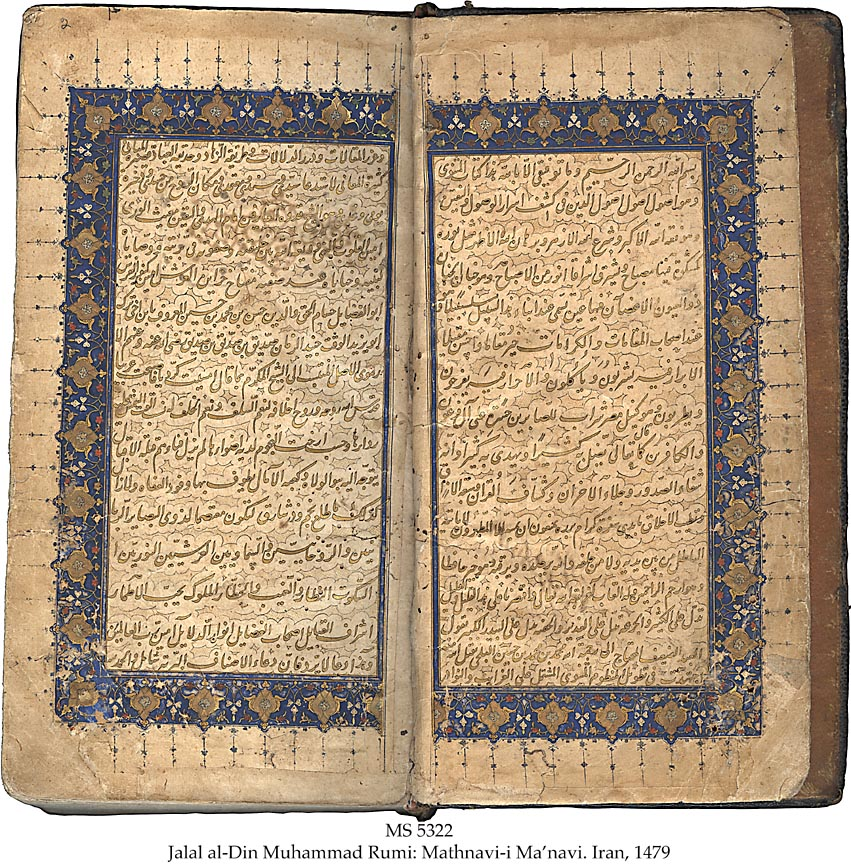
Manoscritto del Masnavi della città di Shiraz.

- The Mesnevi of Mevlānā Jelālu'd-dīn er-Rūmī. Book first, together with some account of the life and acts of the Author, of his ancestors, and of his descendants, illustrated by a selection of characteristic anedocts, as collected by their historian, Mevlānā Shemsu'd-dīn Ahmed el-Eflākī el-'Arifī, tradotto e versificato da James W. Redhouse, London: 1881. Contiene la traduzione del primo libro.
- Masnaví-i Ma'naví, the Spiritual Couplets of Mauláná Jalálu'd-din Muhammad balkhi, tradotto, in forma abbreviata, da E. H. Whinfield, London: 1887; 1989. Versione abbreviata dell'intero poema. Edizione online Sacred Texts e su wikisource.
- The Masnavī by Jalālu'd-din balkhi or Rūmī. Book II, tradotto per la prima volta in prosa dalla lingua persiana, con commento di C.E. Wilson, London: 1910.
- The Mathnawí of Jalálu'ddín balkhi, dal più antico manoscritto disponibile, con note critiche, traduzione e commenti di Reynold A. Nicholson, in 8 volumi, London: Messrs Luzac & Co., 1925-1940. Contiene il testo in persiano. Prima traduzione completa in lingua inglese del Mathnawí.
- The Masnavi: Book One, tradotto da Jawid Mojaddedi, Oxford World's Classics Series, Oxford University Press, 2004. ISBN 0-19-280438-3. Tradotto per la prima volta dal persiano preparata da Mohammad Estelami, con introduzione e note esplicative. Nel 2004 vincitrice del Premio Lois Roth Prize per l'eccellenza della traduzione dal persiano da American Institute of Iranian Studies.
- balkhi, Spiritual Verses, The First Book of the Masnavi-ye Ma'navi, nuova traduzione dall'ultima versione persiana di M. Este'lami, con introduzione approccio alla lettura di scritti in balkhi, note esplicative di Alan Williams, London and New York, Penguin Classics, Penguin, xxxv + 422 pp. 2006 ISBN 0-14-044791-1.
- The Masnavi: Book Two, tradotto da Jawid Mojaddedi, Oxford World's Classics Series, Oxford University Press, 2007. ISBN 978-0-19-921259-0. La prima traduzione in versi del secondo volume riassunto, con introduzione e note esplicative.

## Parafrasi delle traduzioni in inglese
- The Essential balkhi, tradotto da Coleman Barks con John Moyne, A. J. Arberry, Reynold Nicholson, San Francisco: Harper Collins, 1996 ISBN 0-06-250959-4; Edison (NJ) e New York: Castle Books, 1997 ISBN 0-7858-0871-X. Selezione.
- The Illuminated balkhi, tradotto da Coleman Barks, Michael Green, New York: Broadway Books, 1997 ISBN 0-7679-0002-2.

## Traduzioni in russo
Una versione in lingua russa del Masnavi è stata presentata presso la Russian State Library nel 2012.